# Alois Beham
Alois Beham (* 24. Mai 1916 in Schardenberg; † 1991 in Wernstein am Inn) war ein österreichischer Arzt, Homöopath, Schriftsteller, Dichter, Bildhauer und Maler sowie Leibarzt und Freund von Alfred Kubin.

## Leben
Alois Beham wurde 1916 in Schardenberg geboren und studierte Medizin. Nach seinem Studium ließ er sich gemeinsam mit seiner Gattin Theresia Beham in Wernstein am Inn nieder, wo er bis zu seinem Tod im Jahre 1991 als Hausarzt tätig war. Im Jahr 1951 lernte er Alfred Kubin kennen, der ihn in seinem künstlerischen Schaffen förderte und bekräftigte.

## Leistungen
Als Mediziner war er vor allem für seine ärztlichen Behandlungsmethoden bekannt und geschätzt. Als Künstler war er Gildenmeister der Innviertler Künstlergilde und gründete die Alfred Kubin Galerie, welche heute von seinem Sohn weitergeführt wird, sowie das ehemalige Heimatmuseum in Wernstein. Er war Ehrenbürger der Gemeinde Wernstein am Inn sowie Träger des Silbernen Ehrenzeichens des Landes Oberösterreich für seine kulturellen Leistungen.
Die Alois-Beham-Straße zwischen seinem Geburtsort Schardenberg und seinem Lebensmittelpunkt Wernstein am Inn ist nach ihm benannt.

## Werke
Alois Beham hat nebst unzähligen bildnerischen Werken, die von der Ölmalerei bis hin zur Bildhauerei reichen, auch literarisch gewirkt und zwei Gedichtbände verfasst, sowie als Herausgeber und Autor intensiv am Heimatbuch der Gemeinde Wernstein mitgewirkt. 
Seine künstlerischen Werke waren seit seinem Tod unter anderem in zahlreichen Ausstellungen in ganz Österreich sowie in Deutschland und Tschechien zu sehen. Etliche seiner bildhauerischen Werke sind an verschiedenen Kirchen und Kapellen im Innviertel zu sehen.
- Nischenfigur hl. Georg aus Betonguss am Turm der Pfarrkirche Wernstein am Inn